# Mercury-Atlas 7
Mercury-Atlas 7, llançat el 24 de maig de 1962, va ser el quart vol del Projecte Mercury, el primer programa espacial tripulat dels Estats Units. La nau espacial Mercury, anomenada Aurora 7, va realitzar tres òrbites a la Terra, pilotada per l'astronauta Scott Carpenter. Va ser el sisè humà i el quart americà a l'espai.
Un error d'orientació durant la reentrada va portar la nau espacial a 400 km fora de curs, el que va retardar la recuperació de Carpenter i la nau espacial. La missió va utilitzar la nau espacial Mercury No. 18 i el vehicle de llançament Atlas No. 107-D.

## Tripulació
| Posició | Astronauta                           | Astronauta                           |
| ------- | ------------------------------------ | ------------------------------------ |
| Pilot   | M. Scott Carpenter Únic vol espacial | M. Scott Carpenter Únic vol espacial |

### Tripulació de reserva
| Posició | Astronauta        | Astronauta        |
| ------- | ----------------- | ----------------- |
| Pilot   | Walter M. Schirra | Walter M. Schirra |